# 优陀夷
優陀夷（約公元前460-前444年），是古印度摩揭陀的國王。根據佛教和耆那教的記載，他是訶黎王朝阿闍世王的兒子和繼承人。優陀夷在松河和恆河的匯流處建立華氏城， 也由於華氏城在帝國版圖的中心地帶，優陀夷更進一步從王舍城遷都至華氏城。